# Lijst van voetbalinterlands Amerikaanse Maagdeneilanden - Jamaica
Deze lijst van voetbalinterlands is een overzicht van alle officiële voetbalwedstrijden tussen de nationale teams van de Amerikaanse Maagdeneilanden en Jamaica. De landen speelden tot op heden één keer tegen elkaar. Dat was een kwalificatiewedstrijd voor de Caribbean Cup 2005 op 26 november 2004 in Kingston.

## Wedstrijden
| № | Plaats   | Datum            | Competitie                      | Wedstrijd                             | Uitslag |
| - | -------- | ---------------- | ------------------------------- | ------------------------------------- | ------- |
| 1 | Kingston | 26 november 2004 | Caribbean Cup 2005 kwalificatie | Jamaica − Amerikaanse Maagdeneilanden | 11 − 1  |

## Samenvatting
| Competitie                 | Totaal gespeeld | Winst Am. Maagdeneil. | Gelijk | Winst Jamaica | Doelsaldo Am. Maagdeneil. – Jamaica |
| -------------------------- | --------------- | --------------------- | ------ | ------------- | ----------------------------------- |
| Caribbean Cup-kwalificatie | 1               | 0                     | 0      | 1             | 1 − 11                              |
| Totaal                     | 1               | 0                     | 0      | 1             | 1 − 11                              |

Wedstrijden bepaald door strafschoppen worden, in lijn met de FIFA, als een gelijkspel gerekend.